# Ranjit Singh

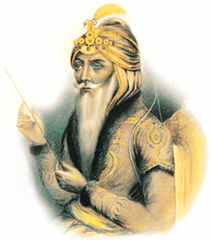
Maharadja Ranjit Singh

Ranjit Singh (Gujranwala, 13 november 1780 – Lahore, 27 juni 1839), bijgenaamd Sher-e-Punjab (de leeuw van de Punjab), was een maharadja of vorst in de eerste helft van de 19e eeuw over het Sikhrijk, een groot gebied in wat tegenwoordig Noordwest-India en Pakistan is. Als dusdanig wordt hij ook wel sikhkeizer genoemd. Ranjit Singh wist dit rijk zelf te verenigen en wist daarmee te voorkomen dat dit deel van India tijdens zijn leven in handen van de Britten viel.

## Punjab in de tijd van Ranjit Singh
Na het uit elkaar vallen van het Mogolrijk in het begin van de 18e eeuw viel het gebied dat aan de Mogols had behoord geleidelijk in handen van het Maratharijk in het zuiden. In Afghanistan en het westen van het tegenwoordige Pakistan lag het Durranirijk, dat de Maratha's in 1761 in de Derde Slag bij Panipat wist te verslaan. De Afghanen konden echter geen blijvende macht over Noord-India uitoefenen. Er ontstonden in de noordelijke Punjab een aantal onafhankelijke staatjes, bestuurd door sikhheersers. Deze misls werden ook door de hindoebevolking als natuurlijke beschermers gezien. Een zo'n lokale sikhheerser was Mahal Singh die heerste over de Sukerchakia-misl. Dit was de vader van Ranjit Singh. Toen Mahal Singh stierf, was zijn zoon pas 12 jaar oud, zodat hij in de eerste jaren geadviseerd werd door zijn moeder en toekomstige schoonfamilie.

## Oorlog met de Durrani's
In de jaren tussen 1794 en 1797 voerde Ranjit Singh bijna voortdurend oorlog tegen de Afghaanse Durrani-koning Shah Zaman, die probeerde de Punjab te onderwerpen. Door een aantal kleine overwinningen wist Ranjit Singh veel respect te winnen en door twee huwelijken wist hij zijn invloed aanzienlijk uit te breiden. In de schermutselingen met de Durrani's verloor hij zijn linkeroog. In 1797 moest Shah Zaman in grote haast naar Afghanistan terugkeren vanwege een rebellie van een broer. Aldus viel de grootste stad van de Punjab, Lahore, in handen van de sikhs. Het jaar erop viel Shah Zaman echter weer de Punjab binnen. Lahore viel weer in handen van de Durrani's, maar Ranjit Singh wist hun opmars vlakbij Amritsar tot staan te brengen en sloeg het beleg op voor Lahore. Op 7 juli 1799 nam hij de stad in, waarbij hij de hulp kreeg van de rebellerende bevolking van de stad. Na deze nederlaag hield Shah Zaman zijn plannen voor verovering van de Punjab verder voor gezien.
Nu de Afghaanse Durrani's geen bedreiging meer vormden en Ranjit Singh de machtigste man in de Punjab was geworden, besloten de andere heersers tegen hem samen te zweren. In 1800 was Ranjit Singh bezig zijn tegenstanders te onderwerpen, waarbij een vredesverdrag met Shah Zaman van pas kwam. Ook sloot hij een niet-aanvalsverdrag met de Britten, die verder naar het oosten en zuiden grote delen van India hadden onderworpen. Minder goed waren de betrekkingen met radja Sansar Chand van Kangra, die in de bergen ten noordoosten van de Punjab een eigen koninkrijk gesticht had.
Op 12 april 1801 riep Ranjit Singh zichzelf uit tot maharadja van de Punjab. In 1802 nam hij ook Amritsar, de heilige stad van de sikhs, in.

## Uitbreiding van het Sikhrijk
Na in 1807 een grensverdrag met de Britten te hebben getekend, sloot Ranjit Singh in 1809 een verdrag met raja Sansar Chand van Kangra, die werd aangevallen door de Gurkha's uit Nepal. In ruil voor zijn onderwerping kwamen de sikhs Sansar Chand te hulp. Nadat de Gurkha's waren verslagen, voegde dit het tegenwoordige Himachal Pradesh aan het territorium van de maharadja toe. Ranjit Singh veroverde daarna een voor een de overgebleven staatjes in de Punjab die nog onder Afghaanse heersers vielen, in 1818 Multan, Hassan Abdal en Pesjawar, in 1819 Kasjmir, in 1820 Rawalpindi en in 1821 Dejarat. Het grensgebied met Afghanistan bleek moeilijk te onderwerpen zoals de Britten later ondervonden. Tot driemaal toe kwamen de Pathaanse stammen in opstand, waarbij ze de jihad uitriepen tegen de in hun ogen ongelovige sikhs. In de slag bij Naushera wist de maharadja de Afghanen onder Mohammed Azim Khan een beslissende nederlaag toe te brengen, die in ieder geval een einde maakte aan Afghaanse aanspraken op de Punjab.
De diamant Koh-i-Noor viel in handen van Ranjit Singh toen deze aan hem in 1814 werd aangeboden door Shuja Shah, de gevluchte koning van Afghanistan.

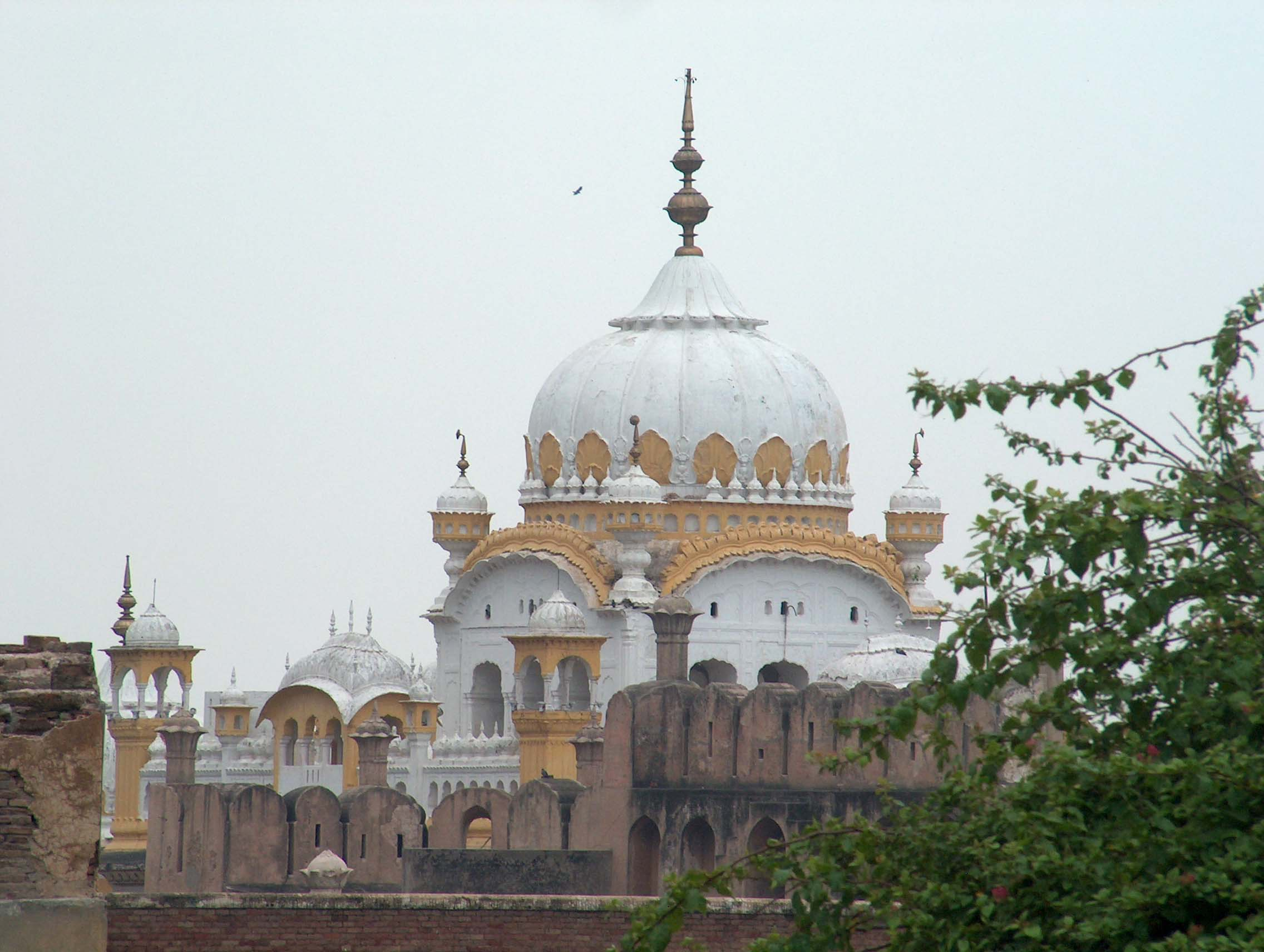
Het mausoleum van maharadja Ranjit Singh, de Samadhi van Ranjit Singh, achter de oude stadsmuren van Lahore

## Regering en nalatenschap
Maharadja Ranjit Singhs onderdanen waren voor ongeveer 15% sikh, 25% hindoe en 60% moslim. Hoewel hij zelf sikh was, stond hij vrijheid van godsdienst toe en liet zijn respect voor de andere twee godsdiensten blijken door te vasten tijdens de ramadan of deel te nemen aan hindoefestivals zoals holi. Hij liet echter geen christelijke missionarissen toe, die hij vertelde dat ze beter de lokale wijsheid konden leren.
De maharadja maakte gebruik van Europese huursoldaten die zijn leger hervormden. Hij wist vrede en rust te brengen in een gebied dat al bijna een eeuw onder oorlogen gebukt ging, en vanuit zijn hoofdstad Lahore zette hij een bestuur op dat de Britten later goed van pas zou komen. Verder liet hij een aantal gurdwara's verfraaien zoals de Panja Sahib in Hassan Abdal en de Harmandir Sahib, het sikhheiligdom van Amritsar, dat hij liet bekleden met goud en marmer, waar het zijn bijnaam gouden tempel aan te danken heeft.
Toen Ranjit Singh in 1839 overleed liet hij zijn zoon, Kharak Singh, een solide rijk na. In het erop volgende decennium zouden zijn zonen en kleinzoons elkaar echter bevechten. Na de voor de sikhs desastreus verlopen Tweede Sikhoorlog van 1848/1849 was heel Punjab aan Brits-Indië toegevoegd.
Het mausoleum van maharadja Ranjit Singh in Lahore, de Samadhi van Ranjit Singh, is een van de trekpleisters van de stad.